# Rhampholeon uluguruensis
Espèce
Statut de conservation UICN

 LC  : Préoccupation mineure
Rhampholeon uluguruensis est une espèce de sauriens de la famille des Chamaeleonidae.

## Répartition
Cette espèce est endémique de Tanzanie. Elle se rencontre dans les monts Uluguru.

## Étymologie
Son nom d'espèce, composé de uluguru et du suffixe latin -ensis, « qui vit dans, qui habite », lui a été donné en référence au lieu de sa découverte.

## Publication originale
- Tilbury & Emmrich, 1996 : A new dwarf forest chameleon (Squamata: Rhampholeon Gunther 1874) from Tanzania, East Africa with notes on its infrageneric and zoogeographic relationships. Tropical Zoology, vol. 9, n. 1, p. 61-71.